# Ong Long
Ong Long (auch Ong-Long, voller Thronname Somdet Brhat Chao Maha Sri Ungalankaya Chandapuri Sri Sadhana Kanayudha; * im 18. Jahrhundert in Vientiane; † 1767) war zwischen 1730 und 1767 zweiter König des laotischen Königreichs Vientiane.

## Leben
Ong Long war der älteste Sohn von König Sai Setthathirath II., König von Lan Xang (reg. 1698 bis 1706) und von Vientiane (1707 bis 1730), und trug zunächst den Namen Prinz (Chaofa) Ungalankaya. Er folgte nach dem Tod seines Vaters auf den Thron und wurde in Vientiane gekrönt. Er ernannte seinen jüngsten Bruder, Khuang Na, zum Upayuvaraj.
Ong Long starb 1767, ohne Nachkommen zu hinterlassen. Auf den Thron folgte sein jüngerer Bruder Bunsan.